# Sivi galeb
Sivi galeb, također poznat kao galeb garuma (latinski: Leucophaeus modestus) je galeb srednje veličine porijeklom iz Južne Amerike. Neobičan među galebovima, gnijezdi se u unutrašnjosti u izrazito suhoj pustinji Atacama u sjevernom Čileu, iako je prisutan kao ptica koja se ne razmnožava duž većeg dijela pacifičke obale Južne Amerike.

## Opis
Jedinke oba spola sivih galebova su slične. Odrasle jedinke narastu do duljine od oko 45 cm i teže oko 360 to 400 g. Ljeti je glava bijela, a zimi smeđesiva. Tijelo i krila su sivi s leđnom površinom prilično tamnijom od trbušne. Letna pera su crna, a unutarnja primarna i sekundarna imaju bijele vrhove, vidljive u letu. Rep ima crnu traku s bijelim stražnjim rubom. Noge i kljun su crni, a šarenica smeđa. Zov je sličan onom astečkog galeba (Leucophaeus atricilla).

## Rasprostranjenost
Sivi galeb se razmnožava u unutrašnjosti pustinje Atacama u sjevernom Čileu. Njegov negnijezdeći areal uključuje Kostariku, Kolumbiju, Ekvador, Peru i Čile, a zabilježen je na Falklandskim otocima, Južnoj Georgiji i Otočju Južni Sandwich. Može zalutati u Panamu.

## Ponašanje

### Razmnožavanje
Dugi niz godina bila je misterija gdje se ova ptica razmnožava jer nisu bile identificirane obalne kolonije. Međutim, 1945. godine otkriveno je da se razmnožavala u pustinji Atacama u unutrašnjosti Čilea. Ovo vruće i sušno okruženje ima malo grabežljivaca i može biti relativno sigurno za galebove koji se razmnožavaju. Mjesto odabrano za gnijezdo, ogrebotina u pijesku i često u blizini stijena, bezvodno je područje oko 35 to 100 km od obale. Nakon što se jaja izlegu, roditelji ih naizmjence vraćaju na more kako bi svojim potomcima donijeli hranu i vodu.
Vlažnost, brzina vjetra, temperatura zraka i površine variraju svakodnevno, a galeb mora koristiti različite termoregulacijske mehanizme kada se gnijezdi kako bi održao svoju tjelesnu temperaturu i temperaturu svojih jaja i pilića unutar prihvatljivih granica. U najtoplijem dijelu dana matična ptica stoji iznad gnijezda kako bi spriječila pregrijavanje jaja ili pilića. Njegov glavni grabežljivac je puran sup (Cathartes aura) i kada je ugrožen, roditelj koji inkubira ponekad privremeno napusti gnijezdo, a kada se to dogodi jaja moraju imati nepropusne ljuske kako bi se izbjegao gubitak previše vode isparavanjem. U stvari, utvrđeno je da je gubitak isparavanjem iz jaja otprilike jedna trećina onoga koji se javlja kod kalifornijskog galeba (Larus heermanni), još jedne vrste koja se gnijezdi u pustinji.

## Hranjenje
Tipično stanište sivog galeba su pješčane plaže i muljevite ravnice duž zapadnih obala Južne Amerike gdje svojim kljunom u sedimentu traži plijen beskralježnjaka, osobito krtice. Također jede ribu i Nereididae, traži iznutrice i ponekad prati ribarske brodove.

## Status
Sivi galeb ima ograničeno područje razmnožavanja u unutrašnjosti i ograničeno područje zimovanja duž obala Ekvadora, Perua i Čilea. Vjeruje se da je trend populacije silazni. Međutim, ukupan broj ptica je dovoljno velik da opravda navođenje sivog galeba kao "Najmanja zabrinutost" umjesto da ga uključimo u ugroženiju kategoriju.

## Vanjske poveznice
|  | Zajednički poslužitelj ima stranicu o temi Leucophaeus modestus    |
|  | Zajednički poslužitelj ima još gradiva o temi Leucophaeus modestus |
|  | Wikivrste imaju podatke o taksonu Leucophaeus modestus             |